# Журден, Франсис
Франсис Журден (фр. Francis Jourdain; 2 ноября 1876, Париж — 31 декабря 1958, Париж) — французский художник декоративно-прикладного искусства, мастер-керамист, рисовальщик, проектировщик интерьера и мебели, функционалист, писатель, левый политический активист, приверженец анархизма и социализма. Сын архитектора Франца Журдена.

## Биография
Франсис Журден родился 2 ноября 1876 года, в семье Франца Журдена , основателя и первого президента «Осеннего салона», объединения деятелей искусства (1903) и «Общества обновления Парижа» (Société du Nouveau Paris), группы, которая продвигала модернизацию города Парижа.
Франсис многое почерпнул из отношений своих родителей с влиятельными представителями интеллектуальной жизни Парижа того времени: Эмилем Золя, Альфонсом Доде и художниками (круг Александра Шарпантье). Впоследствии он говорил об обществе, в котором вырос, что в нём доминировали люди, которые были очень самоуверенны и склонны с лёгкостью занимать определённую точку зрения. Хотя его члены делали вид, что выступают за свободу и сострадание, по его мнению, это общество было испорчено предрассудками, ксенофобией и крайними эмоциями. Его отец был типичным представителем этого круга.
Отношения его отца с художественными кругами также позволили Франсису Журдену познакомиться с Клодом Моне и своим первым учителем Эженом Каррьером, от которого он унаследовал идею «честности искусств и ремёсел». Он ассистировал Альберту Бенару, создавшему его портрет в 1892 году. Он восхищался художниками группы «наби»: Пьером Боннаром, Альбером Андре и Эдуаром Вюйаром, а также фовистами: Анри Матиссом и Альбером Марке. В 1893 году он встретил Вюйара и стал другом Анри де Тулуз-Лотрека, который познакомил его с анархистами.
С 1891 по 1899 год Франсис Журден сблизился с «Группой шести» (Groupe des Six), в которую входили Александр Шарпантье, Жан Дам, Шарль Плюме, Анри Нок, Феликс Обер и Тони Сельмерсхайм. Художники задумали, следуя «правде материала», сделать «единственными украшениями» пропорции, контраст форм и цвета. Они также пытались согласовать социальные идеи Уильяма Морриса и рационализм Виолле-ле-Дюка, отказавшись при этом от их средневековых идеалов ради достижения простоты «полезного искусства», на которую уже претендовал Пьер-Жозеф Прудон, первый назвавший себя анархистом. «Группа шести» приветствовала архитектуру Огюста Перре, уже планировавшего для Всемирной выставки 1900 года в Париже «Современное фойе», в котором должны были использоваться самые последние технологии с чрезвычайно рациональной конструкцией исключительно из бетона.
Но единственным крупным достижением этой группы остаётся внутреннее оформление и элементы декора виллы Луи Мажореля в Нанси (1898; архитектор Анри Соваж), в котором участвовал Франсис Журден и которое полностью соответствует эстетике искусства модерна 1901—1902 годов. Одно из декоративных панно виллы работы Журдена демонстрировалось на Всемирной выставке 1900 года в Париже.

## Творчество
Журден зарекомендовал себя как один из пионеров современного искусства, согласно теории Адольфа Лооса о «форме без орнамента», таким образом он оказался инициатором доктрины функционализма в начале 1900-х годов. Для Пьера Кьельберга он был «одним из самых передовых декораторов межвоенного периода, удивительно опередившим свое время». Он способствовал распространению нового декоративного искусства и инициировал с 1913 года производство полезной и простой мебели без украшений, предназначенной для массового производства по низкой цене.
В 1912 году Журден открыл небольшую мебельную фабрику «Les Ateliers Modernes» и окончательно отказался от живописи и гравюры.

## Галерея

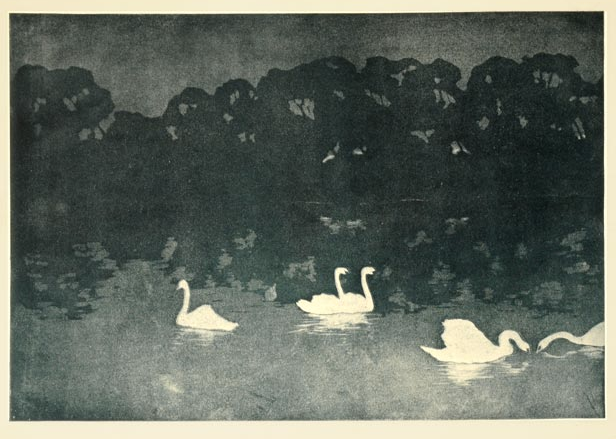
Лебеди. 1897. Литография
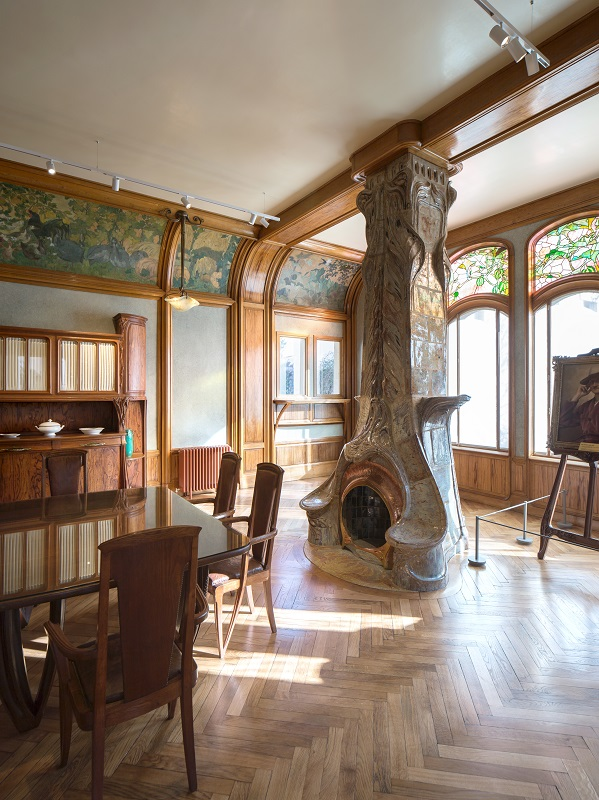
Интерьер виллы Л. Мажореля. Нанси. 1901—1902
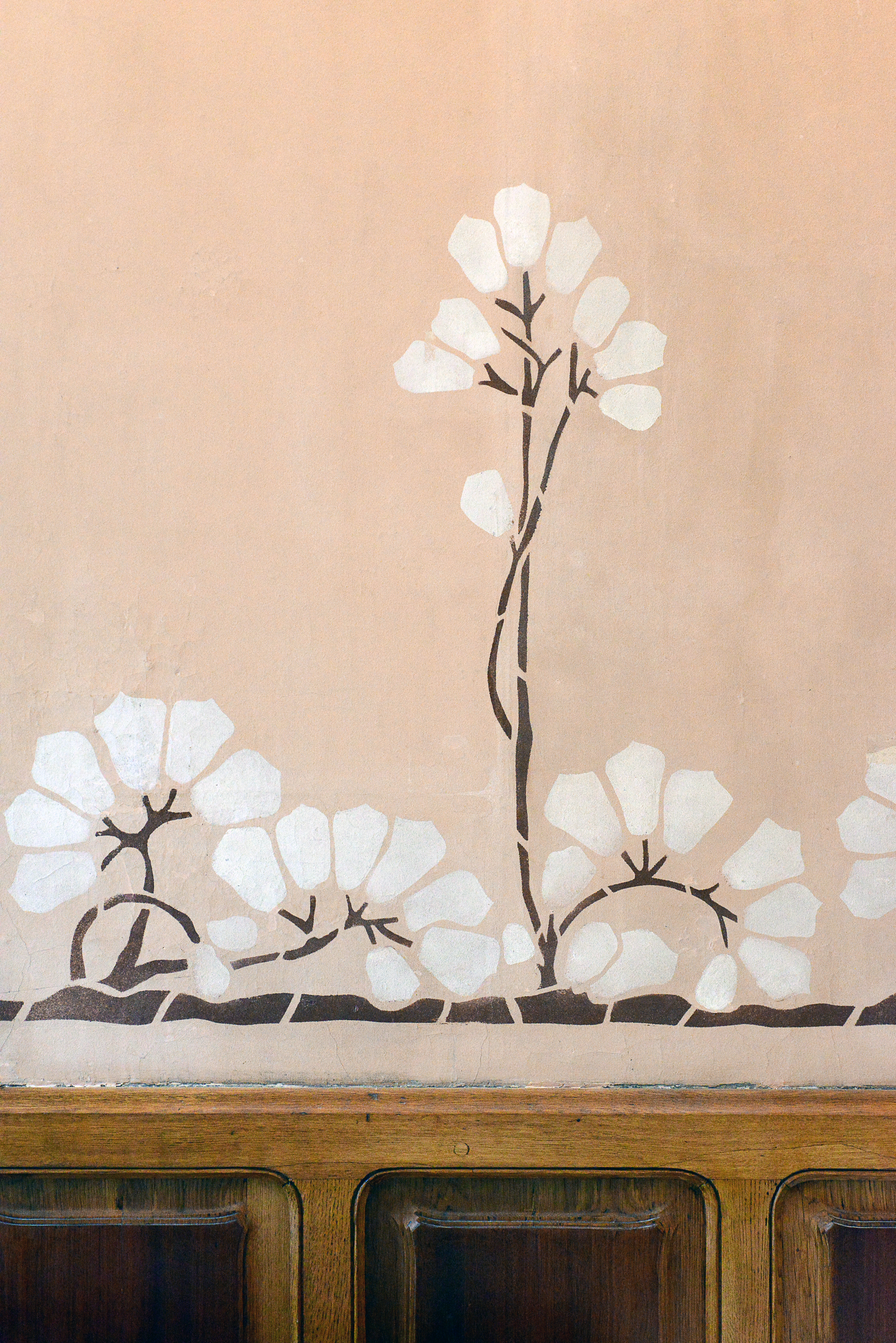
Роспись вестибюля
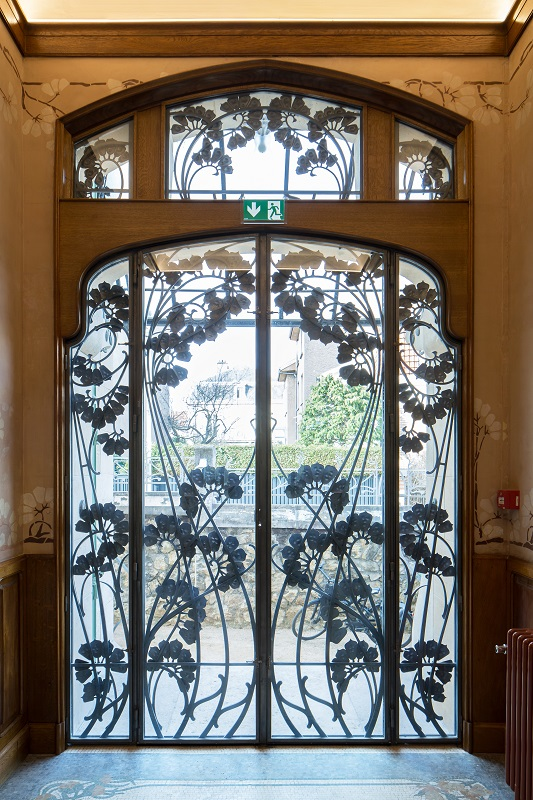
Дверь до двор
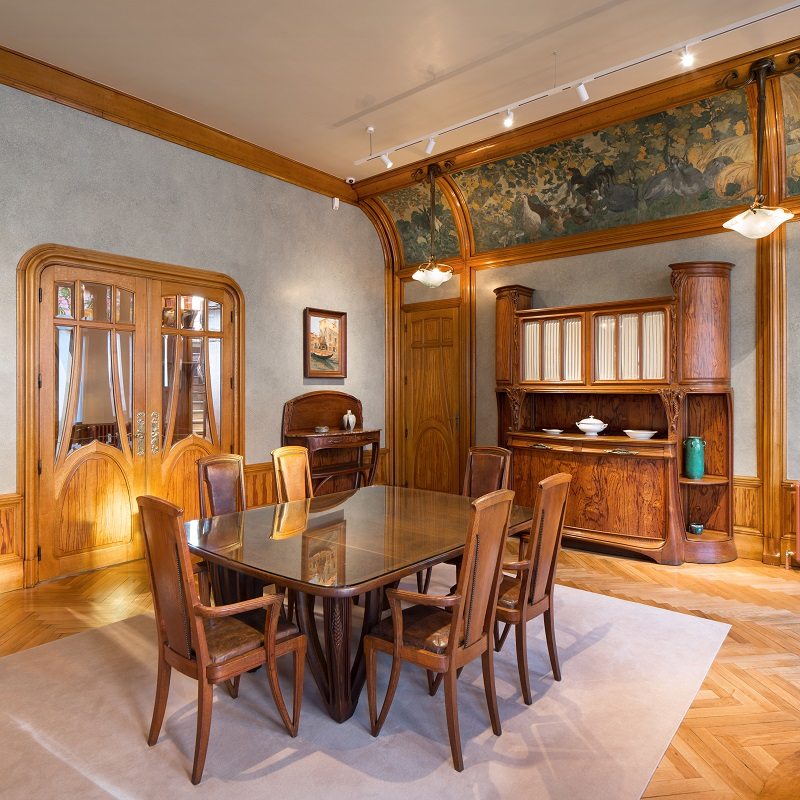
Интерьер и мебель Столовой
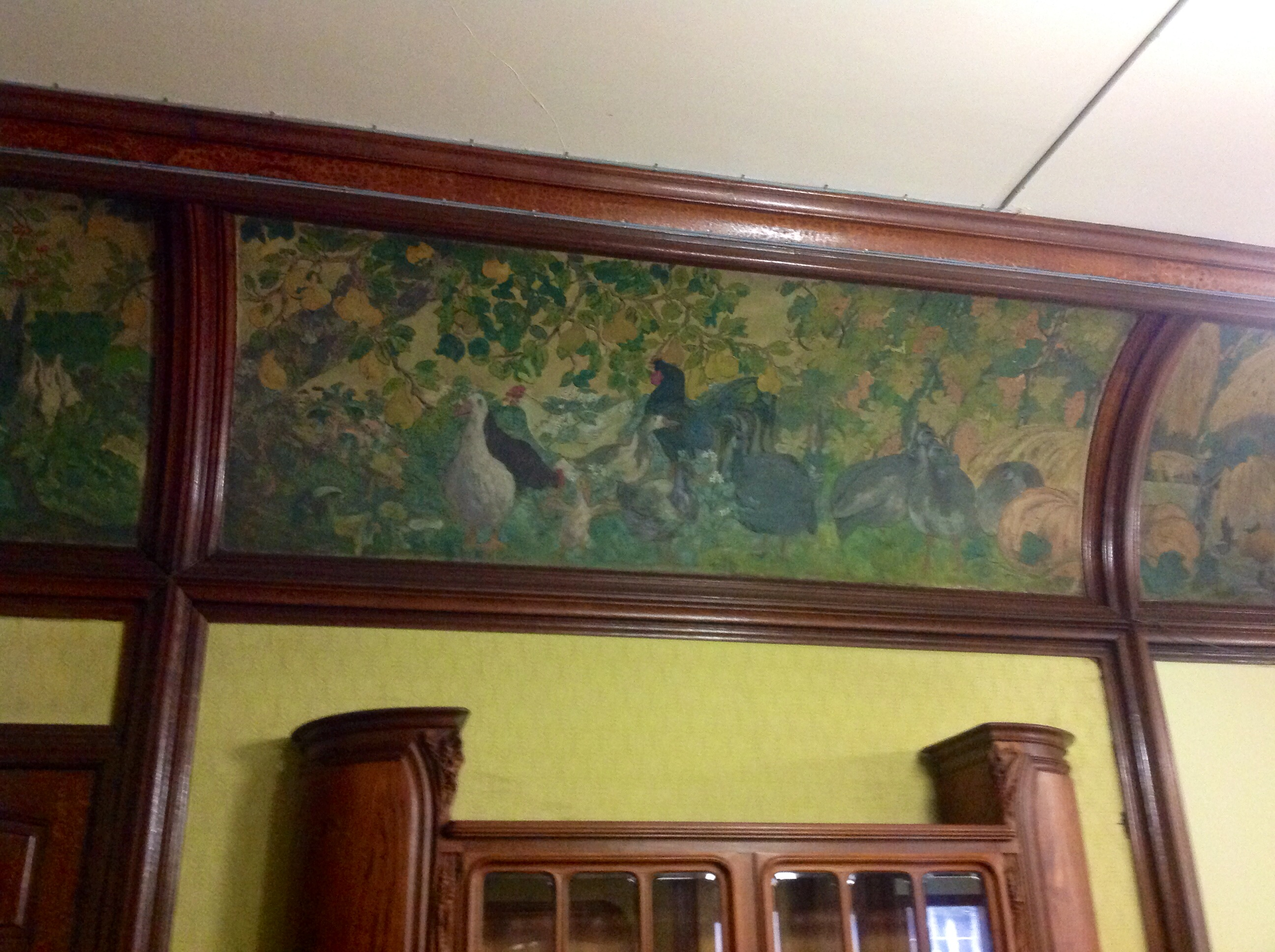
Фриз Столовой. Вилла Л. Мажореля. Нанси
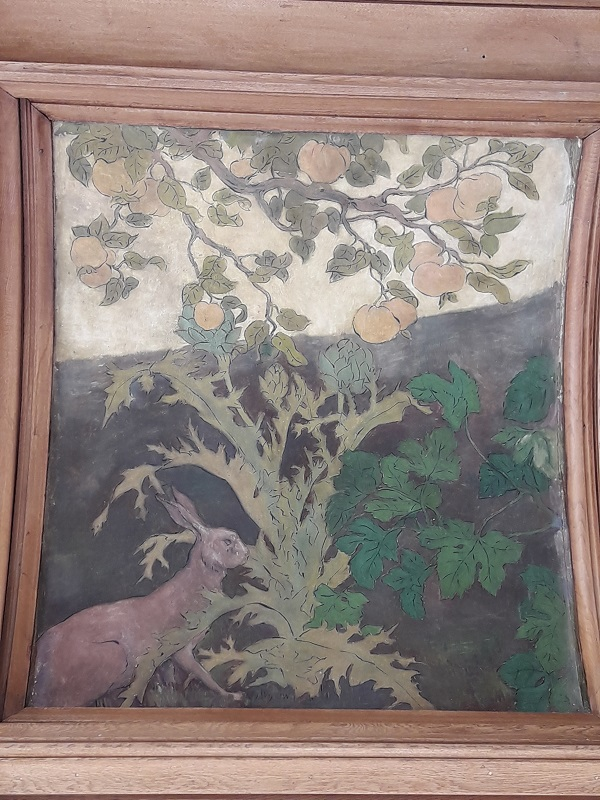
Весна. Деталь декора Виллы Л. Мажореля. Нанси
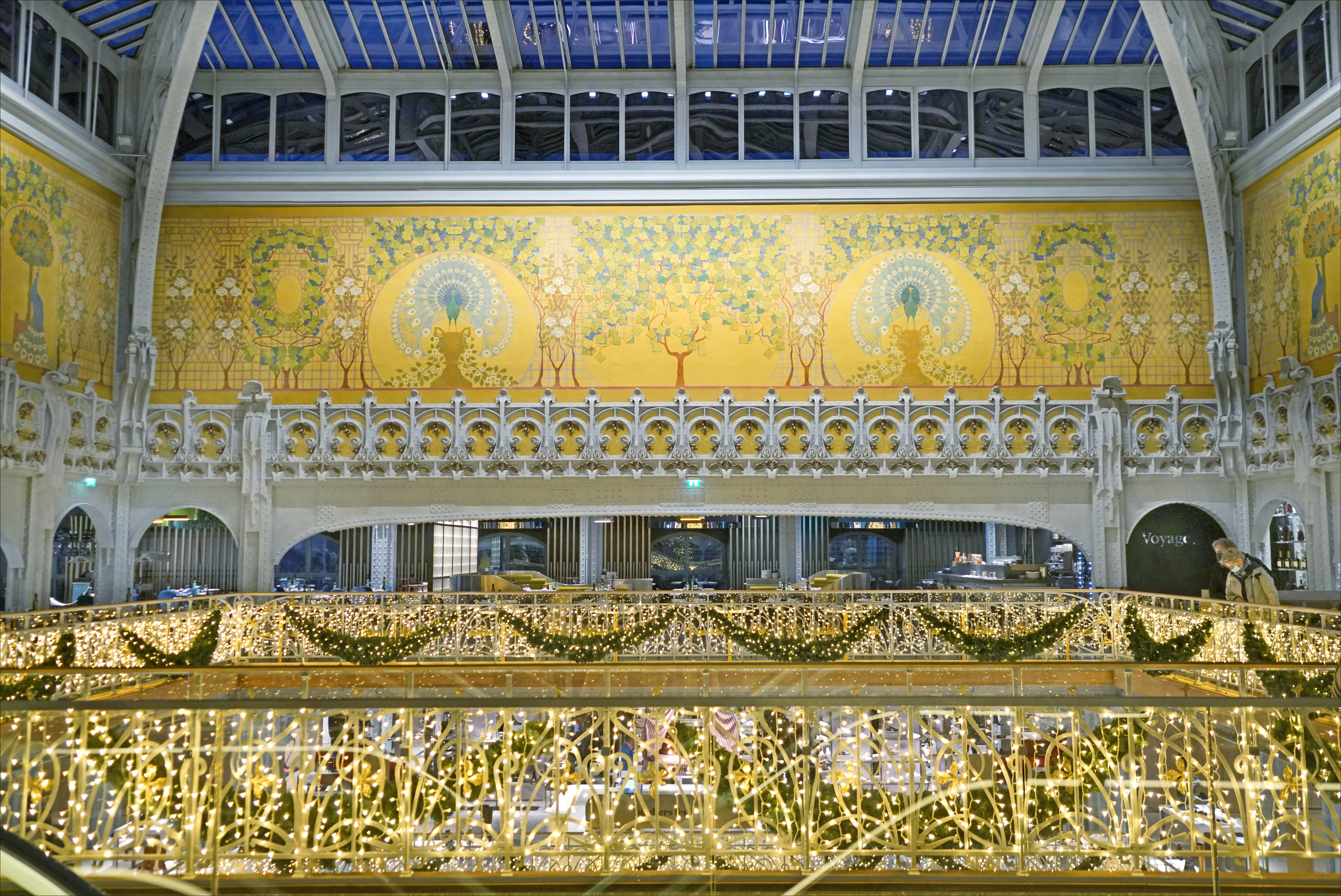
«Фреска с павлинами». Интерьер магазина «Самаритен». 1907. Архитектор Франц Журден

В 1913 году Журден опубликовал первый перевод на французский статьи А. Лооса «Орнамент и преступление» (нем. Ornament und Verbrechen), в которой Лоос кратко, но выразительно изложил основные идеи пуризма, рационализма и функционализма в архитектуре.
Журден создавал модульную деревянную мебель для рабочего класса, в том числе встроенную, рекламируя её в социалистической газете «L’Humanité». К 1919 году он уже владел мебельным магазином «Chez Francis Jourdain» . Работы Журдена постоянным экспонировались с 1913 по 1928 год в «Осеннем салоне» и «Обществе художников-декораторов» (фр. Societé des Artistes Décorateurs).
Он публиковал множество статей о современном искусстве и эстетике, в которых он критиковал показную роскошь, характерную для современного французского искусства. Его собственные проекты были практичными, с простой конструкцией. В 1920 году она начал сотрудничество с Ле Корбюзье в издательстве журнала «Новый дух» (L’esprit nouveau). Журнал выступал за стандартизацию и промышленное производство в качестве альтернативы индивидуальному дизайну, необходимыми для восстановления экономики в годы после разрушительной Первой мировой войны (1914—1918).
На Международной выставке современных промышленных и декоративных искусств 1925 года (фр. Exposition internationale des arts décoratifs et industriels modernes) «Комната физической культуры» Журдена, в отличие от других экспонатов, не отличалась роскошью. В ней были использованы гладкие деревянные панели на стенах и потолках, которые напоминали клёпаные листы металла. С 1925 по 1930 год Франсис Журден работал с архитектором Робером Малле-Стивенсом (1886—1945). Интерьер, который он разработал для «интеллектуального работника», был представлен в 1937 году на «Международной выставке искусств и технологий современной жизни» в Париже (Exposition Internationale des Arts et Techniques dans la Vie Moderne). В 1928 году он спроектировал раздвижную мебель, которую можно перемещать на двух параллельных стержнях, прикрепленных к стене, и оригинальные устройства мебели, встроенной в стены и экономящей таким образом пространство комнат.
Успех его работ положил начало длинной череде обвинений, которые критики выдвинули против Современного движения: «Меня упрекали в том, что я суров, янсенист, протестант, немец, собиратель мыльниц, упаковщик, и социалистический производитель гробов». Однако он получил в награду поздравления от Шарля-Эдуара Жаннере (Ле Корбюзье) и иллюстрированную статью на первой полосе газеты Жана Жореса L’Humanité.
Разрыв между архитекторами Осеннего салона и архитекторами Салона художников-декораторов обострился во время организации Международной выставки современного декоративного и промышленного искусства в 1925 году, даже если Франсис Журден и его друзья временно остались в стане Общество художников-декораторов, работая над павильоном «Посольство Франции», а не занимаясь внутри павильона «Новый дух» Ле Корбюзье. Однако в 1929 году разрыв стал действительным с созданием Союза современных художников (UAM) под председательством Робера Малле-Стивенса с Франсисом Журденом в руководящем комитете. Это обязательство также приняло политический оборот, поскольку наиболее радикальные члены UAM также присоединились к Коммунистической партии и зарегистрировались, как Франсис Журден или Шарлотта Перриан, в Ассоциации революционных писателей и художников (AEAR) в 1932 году вместе с Андре Жидом, Луи Арагоном и Полем Вайян-Кутюрье.

## Политическая деятельность
Франсис Журден сотрудничал с анархистскими журналами «La Révolte», «L’Ennemi du people», «Le Libertaire» и «La Rue». Он выступал в защиту капитана Дрейфуса. В 1904 году участвовал в Амстердамском антимилитаристском конгрессе, во время которого была создана Международная антимилитаристская ассоциация. В 1912 году вместе с группой бывших анархистов из газеты «La Guerre sociale» вступил в Социалистическую партию (СФИО).
В 1939 году Франсис Журден окончательно прекратил свою деятельность в качестве декоратора, тем более что во время оккупации его собиралось преследовать гестапо. Скрывшись в 1941 году, он присоединился к Национальному фронту борьбы за свободу и независимость Франции вместе с Пьером Вийоном, Анри Валлоном и Фредериком Жолио-Кюри. Он вступил во Французскую коммунистическую партию 4 октября 1944 года.
Журден был генеральным секретарем Всемирного комитета против войны и фашизма. На печатном бланке комитета Анри Барбюс значился как его основатель, Ромен Роллан — как почётный президент. В состав совета входили Поль Ланжевен, Жан Лонге и Андре Мальро из Франции, сэр Норман Эйнджелл из Великобритании, Генрих Манн из Германии, Гарри Ф. Уорд, Шервуд Андерсон и Джон дос Пассос из США и А. А. Маклеод из Канады. Франсис Журден пригласил профессора Джона Холдейна для участия в крупной Международной конференции в защиту мира и человечества, которая должна была состояться в Париже 13-14 мая 1939 года. Холдейн выразил свою поддержку, но отклонил приглашение.
Журден много писал об искусстве в период после Второй мировой войны (1939—1945). В конце жизни Журден выполнял обязанности президента организации «Народная помощь Франции» (фр. Secours populaire français). Он умер в Париже 31 декабря 1958 года в возрасте 82 лет. Покоится на кладбище Монпарнас .

## Основные публикации
- Официальное искусство от Жюля Греви до Альбера Лебрена (L’Art officiel de Jules Grévy à Albert Lebrun). 1949
- Воспоминания (Souvenirs). 1951
- Без угрызений совести и обиды разбросаны воспоминания старика, родившегося в 1876 (Sans remords ni rancune, souvenirs épars d’un vieil homme né en 1876). 1953